# Champlain (villa)
Champlain es una villa ubicada en el condado de Clinton en el estado estadounidense de Nueva York. En el año 2000 tenía una población de 1,173 habitantes y una densidad poblacional de 323 personas por km².

## Geografía
Champlain se encuentra ubicada en las coordenadas 44°59′12″N 73°26′47″O / 44.98667, -73.44639.

## Demografía
Según la Oficina del Censo en 2000 los ingresos medios por hogar en la localidad eran de $30,677, y los ingresos medios por familia eran $38,611. Los hombres tenían unos ingresos medios de $32,361 frente a los $20,263 para las mujeres. La renta per cápita para la localidad era de $18,903. Alrededor del 10.7% de la población estaban por debajo del umbral de pobreza.